# Хайме Гомес Балугера
Хайме Гомес Балугера (ісп. Jaime Gómez Balugera Calzón) — баскський підприємець, президент клубу «Депортіво Алавес» із міста Віторія-Гастейс. В 1972—1974 роках 19-й, за ліком, президент головного футбольного клубу Алави.

## Життєпис
Хайме Гомес Балугера був з-поміж баскської знаті, бо лише таким родинам доручалося кермування спортивними тогочасними клубами басків. Його предки були місцевими латифундистами та промисловими магнатами, відтак і Хайме Гомеса Балугеру обирали в різні громадські асоціації. Коли в місті постав спортивний клуб Белегер-Калсьони стали його акціонерами-партнерами, і так триває покоління за поколінням.
Хайме Гомес Балугера продовжував родинні фінансові справи й був активним партнером спортивного клубу, а поготів його обрали наприкінці 1968 року президентом клубу «Депортиво Алавес». Прийшовши до команди в часі падіння команди (коли вони розваювалися в Сегунді й опустилися до Терсери), йому необхідно було об'єднати тренерський штаб та футболістів які перебували в пригніченому стані та розбалансованій дисципліні (через трагедію з їхнім ветераном Сарасолою та тренерською анархією Пушкаша). В сезоні 1968-1969 років команду тренував місцевий знаний фахівець Іґнасіо Ізаґірре (Ignacio Izaguirre), але попередній очільник клубу загітував на посаду тренера самого Пушкаша, знаного у світі футболіста. Ференц Пушкаш погодився прийняти команду, але не мав тренерської ліцензії в Іспанії тому Ізагірре ще тренував команду поруч із Пушкашем. Саме в такий суперечливий момент довелося прийняти клуб Хайме Гомесу. 
Такий нерівноправний тренерський та керівний союз — виявив негативні сторони в клубі та в колективі, що команда з кожним туром почала просідати й скотилася до 14 місця в Сегунді. На додачу до того сталася автомобільна катастрофа з її лідером на полі, захисником Сарасолою. Про трагедію заговорила всі країна, але команді від того ставало ще складніше і результати погіршувалися, щоразу. Надії на наступний сезон розвіялися ще весною, коли довідалися, що Сегунду вирішили скоротити до одної групи й довелося відстоювати своє місце в ній (алавесцям і цього не вдалося), відтак наступні 1959-1960 роки треба було починати в Терсері. Такий організаційний момент негативно сприйняв тренер Пушкаш і самоусунувся від тренерських функцій, що довелося спішно шукати йому заміну. Наступного сезону помилки Пушкаша довелося виправляти кільком тренерам: Мігелю Ібаррі (Miguel Ibarra), Ангелю Кальво (Ángel Calvo), які хоч дисциплінували футболістів та стабілізували гру, щоби команда повернулася в лідери Терсери. Відтак, каденція Хайме Гомес Балугери дійшла до кінця і він поступився місцем своїм партнерам, наступній знатній родині Орбеа, зокрема їх представнику — колишньому футболістові Хосе Антоніо Орбеа.
Але, поступившись посадою президента алавесців, Хайме Гомес Балугера продовжував свої фінансові справи (розвинувши готельний бізнес та логістично-транспортну компанію), окрім того, сприяв спорту в столиці Алави, прививши й своїм нащадкам любов до спорту та клубу. Так, у 2010 році, їхня родина підставила плече підтримки клубу, опісля фінансового фіаско Пітермана, ввійшовши в члени правління й утримуючи над ним фінансовий тріумвірат.